# Klyxum equisetiform
Klyxum equisetiform är en korallart som först beskrevs av Luttschwager 1922.  Klyxum equisetiform ingår i släktet Klyxum och familjen Alcyonidae. Inga underarter finns listade i Catalogue of Life.